# Üstököspálma-formák
Az üstököspálma-formák (Coryphoideae) a pálmafélék (Arecaceae) családjának egy alcsaládja.

## Rendszerezés
Az alcsalád nemzetségeit 8 nemzetségcsoportba sorolják:
- Borasseae
  - Bismarckia – Bismarck-pálma
  - Borassodendron
  - Borassus
  - Hyphaene
  - Latania
  - Lodoicea – tengerikókusz
  - Medemia
  - Satranala
- Caryoteae
  - Arenga
  - Caryota
  - Wallichia
- Chuniophoeniceae
  - Chuniophoenix
  - Kerriodoxa
  - Nannorrhops
  - Tahina
- Corypheae
  - Corypha – üstököspálma
- Cryosophileae
  - Chelyocarpus
  - Coccothrinax
  - Cryosophila
  - Itaya
  - Leucothrinax
  - Schippia
  - Thrinax
  - Trithrinax
  - Zombia
- Phoeniceae
  - Phoenix – datolyapálma
- Sabaleae
  - Sabal – szabalpálma
- Trachycarpeae
  - Acoelorrhaphe
  - Brahea
  - Chamaerops – lószőrpálma
  - Colpothrinax
  - Copernicia
  - Guihaia
  - Johannesteijsmannia
  - Licuala – bokorpálma
  - Livistona – legyezőpálma
  - Maxburretia
  - Pholidocarpus
  - Pritchardia
  - Pritchardiopsis
  - Rhapidophyllum – tűpálma
  - Rhapis – botpálma
  - Schippia
  - Serenoa – fűrészpálma
  - Trachycarpus – kenderpálma
  - Washingtonia – Washington-pálma